# Augusto Testa
| Asteroides descubiertos : 27 | Asteroides descubiertos : 27 |
| --- | ---------------------------- |
| (7848) Bernasconi [1] | 22 de febrero de 1996        |
| (8111) Hoepli [2] | 2 de abril de 1995           |
| (13777) Cielobuio [1] | 20 de octubre de 1998        |
| (14103) Manzoni [3] | 1 de octubre de 1997         |
| (17560) 1994 AD3 [4] | 14 de enero de 1994          |
| (17740) 1998 BC19 [5] | 27 de enero de 1998          |
| (18542) Broglio [6] | 29 de diciembre de 1996      |
| (19287) Paronelli [1] | 22 de febrero de 1996        |
| (22500) 1997 OJ [3] | 26 de julio de 1997          |
| (24861) 1996 DE1 [5] | 22 de febrero de 1996        |
| (27855) Giorgilli [6] | 4 de enero de 1995           |
| (29424) 1997 BV4 [7] | 29 de enero de 1997          |
| (31244) 1998 DG11 [3] | 19 de febrero de 1998        |
| (32941) 1995 UY4 [8] | 24 de octubre de 1995        |
| (33035) Pareschi [1] | 27 de septiembre de 1997     |
| (33049) 1997 UF5 [3] | 25 de octubre de 1997        |
| (37734) 1996 UR3 [2] | 30 de octubre de 1996        |
| (39654) 1995 UP [2] | 19 de octubre de 1995        |
| (43993) Mariola [3] | 26 de julio de 1997          |
| (48841) 1998 BB19 [5] | 27 de enero de 1998          |
| (69573) 1998 BQ26 [3] | 28 de enero de 1998          |
| (79472) 1998 AX4 [7] | 6 de enero de 1998           |
| (79847) 1998 XY2 [6] | 7 de diciembre de 1998       |
| (85433) 1997 CJ22 [1] | 13 de febrero de 1997        |
| (97356) 2000 AY27 [7] | 5 de enero de 2000           |
| (100711) 1998 BD19 [5] | 27 de enero de 1998          |
| (120679) 1997 BW4 [7] | 29 de enero de 1997          |
| (185733) Luigicolzani [1] | 28 de noviembre de 1998      |
| (219091) 1998 RF3 [3] | 15 de septiembre de 1998     |
| 1. con Marco Cavagna 2. con Valter Giuliani 3. con Piero Sicoli 4. con C. Gualdoni 5. con Pierangelo Ghezzi 6. con Francesco Manca 7. con Paolo Chiavenna 8. con Graziano Ventre |                              |

Augusto Testa (nacido en 1950 ) es un astrónomo aficionado italiano. Realiza sus avistamientos desde el Observatorio de Sormano.

## Semblanza
Augusto Testa ha descubierto varios asteroides.

## Eponimia
- El astéroïde (11667) Testa lleva su nombre.